# Gare de Sceaux - Boëssé
La gare de Sceaux - Boëssé est une gare ferroviaire française de la ligne de Paris-Montparnasse à Brest, située sur le territoire de la commune de Boëssé-le-Sec, à proximité de Sceaux-sur-Huisne, dans le département de la Sarthe, en région Pays de la Loire.
Elle est mise en service en 1854 par la compagnie des chemins de fer de l'Ouest. C'est aujourd'hui une gare de la Société nationale des chemins de fer français (SNCF) desservie par les trains du réseau TER Pays de la Loire.

## Situation ferroviaire
Établie à 80 m d'altitude, la gare de Sceaux - Boëssé est située au point kilométrique (PK) 178,130 de la ligne de Paris-Montparnasse à Brest, entre les gares ouvertes de La Ferté-Bernard et Connerré - Beillé.

## Histoire
La Compagnie des chemins de fer de l'Ouest met en service la station de Sceaux le 1er juin 1854 lors de l'ouverture du service voyageurs de sa ligne de Paris-Montparnasse à Brest jusqu'au Mans. Cette station est desservie uniquement par le service voyageurs ; elle ne dispose pas d'installations pour les marchandises.

## Fréquentation
De 2015 à 2023, selon les estimations de la SNCF, la fréquentation annuelle de la gare s'élève aux nombres indiqués dans le tableau ci-dessous.
| Année     | 2015  | 2016  | 2017  | 2018  | 2019  | 2020  | 2021  | 2022  | 2023  |
| --------- | ----- | ----- | ----- | ----- | ----- | ----- | ----- | ----- | ----- |
| Voyageurs | 5 511 | 8 089 | 9 495 | 7 644 | 5 483 | 4 197 | 3 926 | 7 451 | 8 542 |

## Service des voyageurs

### Accueil
Elle est équipée de deux quais latéraux qui sont encadrés par deux voies. Le changement de quai se fait par un passage à niveau.

### Dessertes

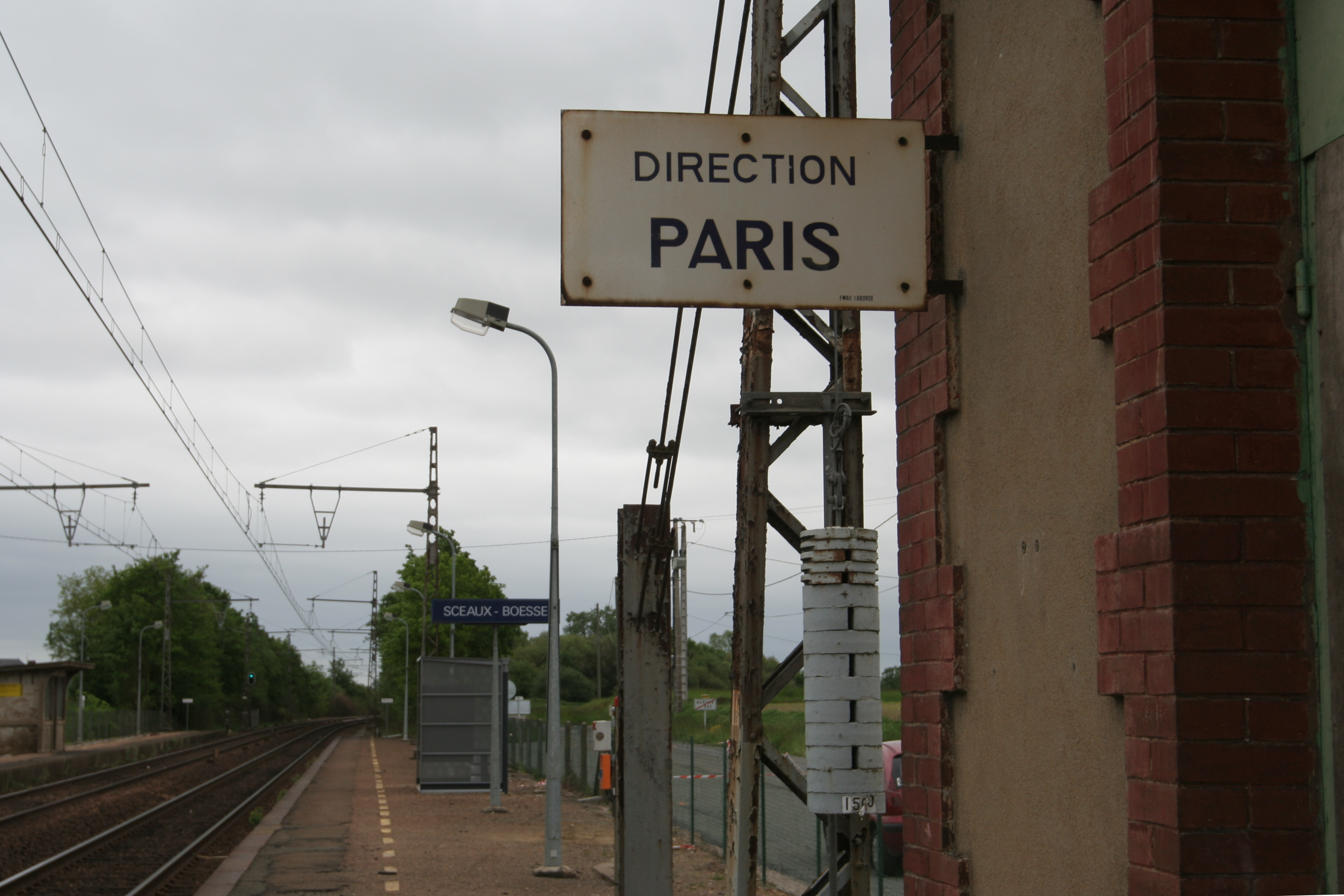
Le quai en direction de Paris.

La gare est desservie par des trains du réseau TER Pays de la Loire circulant entre Nogent-le-Rotrou et Le Mans, au nombre de 7 allers-retours par jour en semaine. Ces trains sont pratiquement tous omnibus. Au-delà de Nogent-le-Rotrou, 1 aller-retour appartenant alors à partir de cette gare au réseau TER Centre-Val de Loire est prolongé ou amorcé en gare de Chartres.
Le temps de trajet est d'environ 25 minutes depuis Le Mans, 20 minutes depuis Nogent-le-Rotrou et 1 heure 10 minutes depuis Chartres.